# River Phoenix
River Phoenix, właściwie River Jude Bottom (ur. 23 sierpnia 1970 w Madras, zm. 31 października 1993 w Hollywood) – amerykański muzyk, aktor i aktywista społeczny. Był wschodzącym gwiazdorem Hollywood, w trakcie swojej krótkiej, ale błyskotliwej kariery, określany jako James Dean nowej ery. Szczególne uznanie krytyki i widowni uzyskał za występy w filmach Stań przy mnie (1986), Stracone lata (1988) oraz Moje własne Idaho (1991). Zmarł w nocy z 30 na 31 października 1993 w wyniku przedawkowania narkotyków. Był wymieniony jako jeden z dwunastu „Obiecujących nowych aktorów 1986 roku” w „Screen World” Johna Willisa, Vol. 38. Stał się wzorem do stworzenia bohatera Aslana „Asha” Lynxa z anime Banana Fish.

## Życiorys

### Wczesne lata

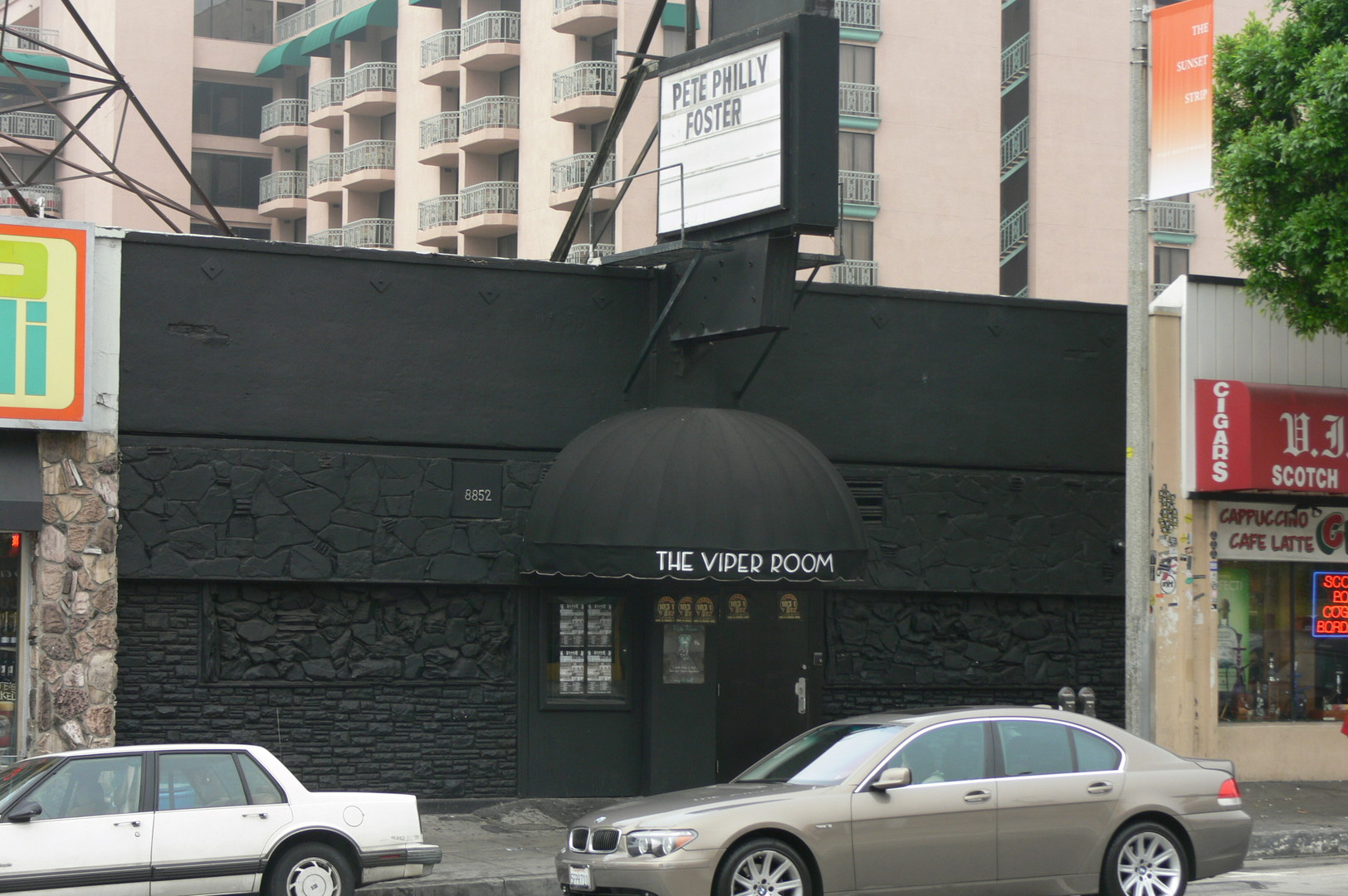
„The Viper Room” w West Hollywood

Przyszedł na świat w Madras w Oregonie w wielodzietnej rodzinie jako najstarszy syn kalifornijskiego dekoratora Johna Lee Phoenixa („Bottom”, „Amram”; ur. 14 czerwca 1947) i sekretarki z nowojorskiego Bronxu Arlyn Dunetz Jochebed (ur. 31 grudnia 1944). Rodzice jego matki byli Żydami aszkenazyjskimi z Węgier i Rosji. Wychowywał się z młodszym bratem Joaquinem Rafaelem (ur. 28 października 1974) i trzema siostrami: Rain Joan of Arc (ur. 21 listopada 1972), Liberty Mariposą (ur. 5 lipca 1976) i Summer Joy (ur. 10 grudnia 1978). Jego rodzice byli hipisami, żyjącymi w Ameryce Południowej, gdzie stali się członkami organizacji Dzieci Boga. W 1977 rodzina przeniosła się do Los Angeles i zmieniła swoje nazwisko na Phoenix od Feniksa, który odradza się z popiołów.

### Kariera

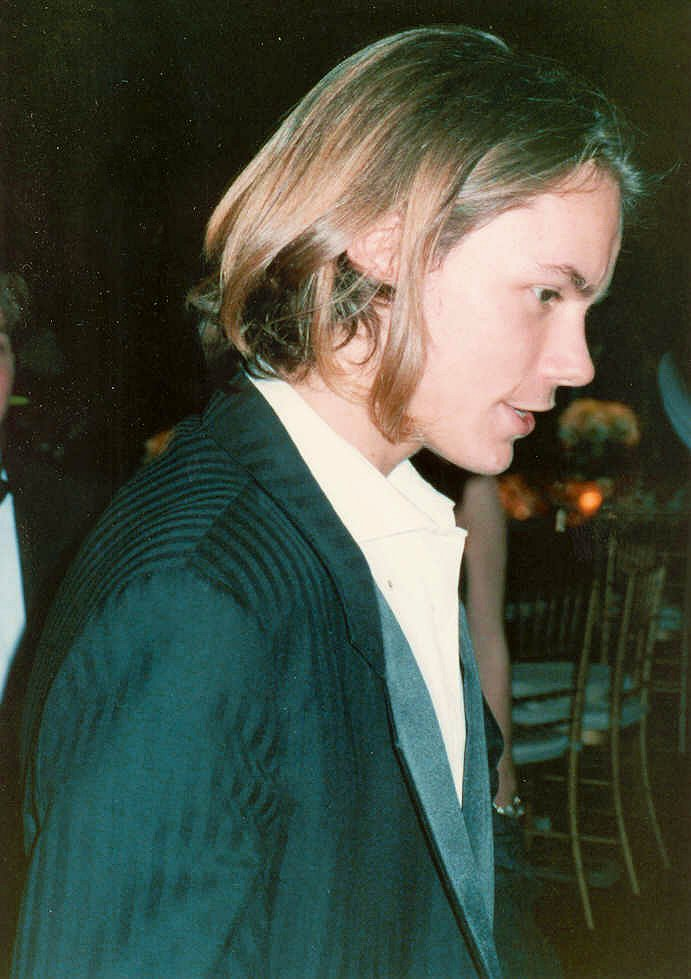
Phoenix w 1989

River od wczesnych lat pasjonował się muzyką i aktorstwem. Mając dwanaście lat, trafił do serialu CBS Siedem narzeczonych dla siedmiu braci (Seven Brides for Seven Brothers, 1982–83) z udziałem Richarda Deana Andersona, Drake’a Hogestyna i Petera Hortona, w roli Guthrie McFaddena, za którą był nominowany do Young Artist Award dla najlepszego aktora w nowym serialu (1982) i otrzymał Young Artist Awards dla najlepszego aktora w serialu (1984). Wkrótce zagrał rolę młodego naukowca Wolfganga Müllera w filmie familijnym sci-fi Odkrywcy (Explorers, 1985) u boku Ethana Hawke’a. Pierwszy sukces odniósł w wieku 18 lat, gdy za rolę syna państwa Pope w dramacie Sidneya Lumeta Stracone lata (Running on Empty, 1988) został nominowany do Oscara i Złotego Globu. Rok później wcielił się w postać młodego Indiany Jonesa w filmie Stevena Spielberga Indiana Jones i ostatnia krucjata (1989).
Zdaniem wielu krytyków i fanów najwybitniejszą swoją kreację stworzył w filmie Moje własne Idaho (1991) w reżyserii Gusa Van Santa. Otrzymał za nią Puchar Volpiego dla najlepszego aktora na 48. MFF w Wenecji.
Wraz z siostrą Rain założył zespół muzyczny Aleka’s Attic. Zaśpiewał w utworze Johna Frusciante „Height Down”, który znalazł się na jego drugiej solowej płycie Smile from the Streets You Hold wydanej w 1997, cztery lata po śmierci Rivera. Początkowo utwór ten miał się znaleźć na płycie Niandra LaDes and Usually Just a T-Shirt z 1994.
Był na okładkach „Seventeen” (w lipcu 1987), „Bravo” (w czerwcu 1988, w styczniu 1994), „Interview” (w listopadzie 1991), „Details” (w listopadzie 1991), „People” (w listopadzie 1993) i „Spin” (w styczniu 1994).

## Życie prywatne
Aktywnie wspomagał rozmaite organizacje charytatywne i społeczne. Tak jak reszta swojego rodzeństwa był weganinem.
Zmarł w wieku 23 lat 31 października 1993 w West Hollywood w wyniku przedawkowania narkotyków w klubie swojego przyjaciela Johnny’ego Deppa „The Viper Room”.
Jak opisano w biografii Anthony’ego Kiedisa – przyjaźnił się z zespołem Red Hot Chili Peppers. Wielokrotnie odwiedzał ich przy nagrywaniu albumu Blood Sugar Sex Magik – uwzględniono jego postać w filmie dokumentalnym Funky Monks. Został wspomniany w utworze „Give It Away” w cytacie: There’s a River born to be a giver / Keep you warm won't let you shiver / His heart is Never gonna wither. Prócz tego istnieje utwór tego zespołu poświęcony jego pamięci – „Transcending”, którego tekst zapisał basista Red Hot Chilli Peppers – Flea. Poznał on Rivera podczas pracy przy filmie Moje własne Idaho i towarzyszył mu w karetce podczas feralnego dnia w The Viper Room.
Przyjaźnił się też z Michaelem Stipe, założycielem grupy rockowej R.E.M., który zadedykował mu utwór „Bang and Blame”.

## Filmografia
| Rok  | Tytuł | Rola                | Reżyser             | Nagrody |
| ---- | --- | ------------------- | ------------------- | --- |
| 1985 | Odkrywcy (Explorers)                                                                                           | Wolfgang Müller     | Joe Dante           | Young Artist Awards za wyjątkowy występ młodego aktora |
| 1985 | Rodzinna tragedia – Historia Eliana Gonzalesa (Surviving: A Family in Crisis, TV)                              | Philip Brogan       | Waris Hussein       | Young Artist Awards dla najlepszego aktora w TV |
| 1986 | Stań przy mnie (Stand by Me)                                                                                   | Chris Chambers      | Rob Reiner          | Jackie Coogan Award wspólnie z Wilem Wheatonem, Coreyem Feldmanem i Jerrym O’Connellem |
| 1986 | Krąg przemocy (Circle of Violence: A Family Drama, TV)                                                         | Chris Benfield      | David Greene        | |
| 1986 | Wybrzeże moskitów (The Mosquito Coast)                                                                         | Charlie Fox         | Peter Weir          | Young Artist Awards dla najlepszego młodego supergwiazdora |
| 1988 | Jimmy Reardon (A Night in the Life of Jimmy Reardon/alternatywny tytuł Aren't You Even Gonna Kiss Me Goodbye?) | Jimmy Reardon       | William Richert     | |
| 1988 | Mały Nikita (Little Nikita/alternatywny tytuł The Sleepers                                                     | Jeff Grant / Nikita | Richard Benjamin    | |
| 1988 | Stracone lata (Running on Empty)                                                                               | Danny Pope          | Sidney Lumet        | National Board of Review Award dla najlepszego aktora drugoplanowego nominacja do Oscara dla najlepszego aktora drugoplanowego nominacja do Złotego Globu dla najlepszego aktora drugoplanowego                                                        |
| 1989 | Indiana Jones i ostatnia krucjata (Indiana Jones and the Last Crusade)                                         | młody Indiana Jones | Steven Spielberg    | |
| 1990 | Kocham cię na zabój (I Love You to Death)                                                                      | Devo Nod            | Lawrence Kasdan     | |
| 1991 | Amerykańskie psy (Dogfight)                                                                                    | Eddie Birdlace      | Nancy Savoca        | |
| 1991 | Moje własne Idaho (My Own Private Idaho)                                                                       | Mike Waters         | Gus Van Sant        | Independent Spirit Award za najlepszą rolę męską National Society of Film Critics Award dla najlepszego aktora Puchar Volpiego dla najlepszego aktora na 48. MFF w Wenecji nominacja do New York Film Critics Circle Award 1991 dla najlepszego aktora |
| 1992 | Sneakers (Włamywacze)                                                                                          | Carl Arbogast       | Phil Alden Robinson | |
| 1993 | Cicha zemsta (Silent Tongue)                                                                                   | Talbot Roe          | Sam Shepard         | |
| 1993 | W pogoni za sukcesem (The Thing Called Love)                                                                   | James Wright        | Peter Bogdanovich   | |
| 2012 | Dark Blood | Chłopak             | George Sluizer      | |

### Seriale TV
| Rok       | Tytuł                                                                   | Rola                               | Nagrody |
| --------- | ----------------------------------------------------------------------- | ---------------------------------- | --- |
| 1982–1983 | Siedem narzeczonych dla siedmiu braci (Seven Brides for Seven Brothers) | Guthrie McFadden                   | 21 odcinków Young Artist Awards dla najlepszego aktora w serialu (1984) nominacja do Young Artist Awards dla najlepszego aktora w nowym serialu (1982) |
| 1984      | Celebrity                                                               | Jeffie (11 lat)                    | |
| 1984      | ABC Afterschool Special – odc. "Backwards: The Riddle of Dyslexia"      | Brian Ellsworth                    | nominacja do Young Artist Awards dla najlepszego aktora w familijnym filmie TV (z Joaquinem Phoenixem)                                                 |
| 1984      | It's Your Move – odc. "Pilot"                                           | Brian                              | |
| 1984      | Hotel – odc. "Transitions"                                              | Kevin                              | |
| 1985      | Robert Kennedy i jego czasy (Robert Kennedy & His Times)                | Robert Francis Kennedy Jr. (cz. 3) | |
| 1985      | Family Ties – odc. "My Tutor"                                           | Eugene Forbes                      | |

### Teledysk
| Rok  | Tytuł         | Artysta     | Rola                 |
| ---- | ------------- | ----------- | -------------------- |
| 1986 | „Stand By Me” | Ben E. King | w roli samego siebie |